# Groupe local de traitement de la délinquance

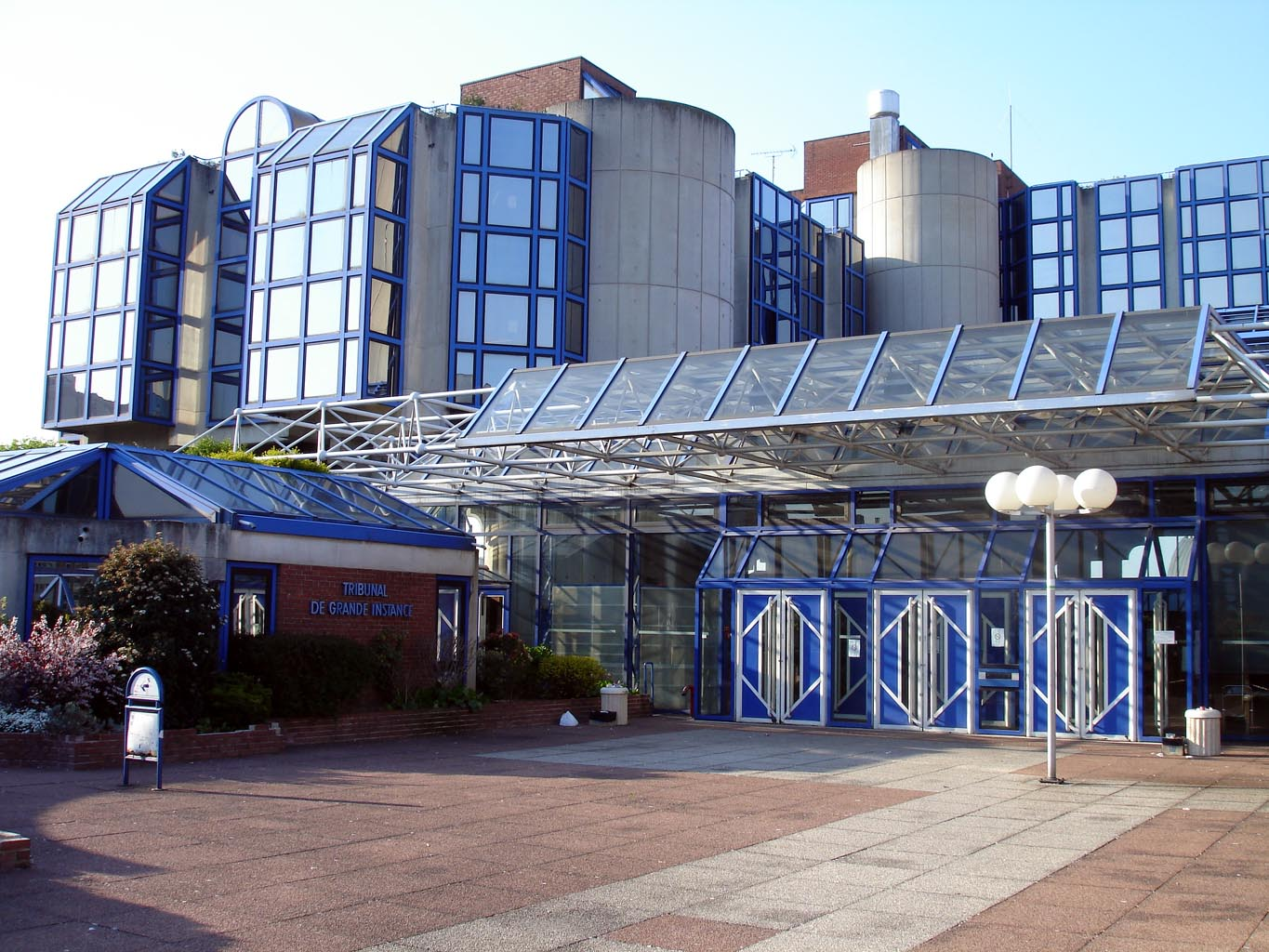
Les premiers GLTD ont été mis en place par le procureur de la République du tribunal de Bobigny (photo)

Un groupe local de traitement de la délinquance (GLTD) est un dispositif judiciaire créé par le ministère de la Justice français, géré et administré par les procureurs de la République.

## Présentation et définition
Les contrats locaux de sécurité (CLS) qui instituent l'organisation des GLTD ont été créés par voie de circulaire le 28 octobre 1997. Les groupes locaux de traitement de la délinquance (GLTD) ont été redéfinis par une circulaire de la direction des Affaires criminelles et des Grâces du ministère français de la Justice en date du 9 mai 2001 et paru au bulletin officiel du ministère de la Justice no 82 du deuxième trimestre 2001.
Leur création est généralement arrêtée dans le cadre du plan départemental de sécurité ou lors de la conclusion de contrats locaux de sécurité (CLS). Créé et animé par le procureur de la République ou son représentant, le GLTD est généralement constitué d'un représentant des services de police ou de gendarmerie, d'un élu de la collectivité locale concernée et, éventuellement d'autres partenaires de l'action judiciaire, ainsi que des autres services répressifs (services fiscaux départementaux, administration des douanes, direction départementale de la concurrence, de la consommation et de la répression des fraudes).
Le but principal d'un GLTD est de cibler les divers actes de délinquance dans les quartiers particulièrement touchés par ces phénomènes.

## Historique
Depuis la publication du rapport Bonnemaison lié à la sécurité et à la délinquance en France, paru en décembre 1982, le pays a connu la mise en place de conseils communaux de prévention de la délinquance (CCPD), entraînant l'organisation judiciaire nationale à plus s'impliquer dans la politique de la ville et sur son intervention au niveau des territoires. 
La mise en place d'un GLTD a été expérimentée puis développée au niveau du tribunal de Bobigny en Seine-Saint-Denis, sous l'autorité du procureur de la République. Ce groupement implique la justice et des partenaires locaux (non forcément liés à la police ou à la justice) dans les problèmes sociaux et leurs qualifications au niveau des secteurs urbains dans lesquels leurs services sont implantés, afin de faire respecter les règles de voisinages en reliant institutions et habitants, parents et enfants.

En 2006, de passage au tribunal de grande instance de Bobigny, Pascal Clément, ministre de la Justice, garde des Sceaux, présente ce dispositif en ces termes : 
« Les GLTD permettent de renforcer pour une durée limitée, sur un site sensible, les actions de la police, de la justice et des services sociaux. Ce dispositif se révèle un outil efficace pour anticiper, par exemple, les violences urbaines, analyser les causes de leur survenue et faire baisser la délinquance dans un secteur donné. »
Cette année là, dans le ressort du tribunal de grande instance de Bobigny, cinq GLTD fonctionnent déjà.
Petit à petit de nombreux autres GLTD s'implantent sur le territoire français, notamment dans de nombreuses communes du Val-de-Marne entre 2007 et 2009, à Lille et dans sa banlieue entre 2010 et 2012, puis à Marseille en 2015, afin de faire face à la délinquance spécifique régulièrement observée sur les chantiers du BTP de la ville, à Vienne, au sud de l'agglomération lyonnaise en 2017, puis dans certains quartiers de Montluçon et de Grenoble en 2019, à Nantes, à Dijon, puis depuis juin 2020, dans la ville de Nice. Dans cette dernière ville, ce dispositif devrait également, selon le procureur de la République des Alpes-Maritimes de permettre un « durcissement de la pénalisation des usagers de stupéfiants ».

## Missions
Instauré au niveau local afin de permettre la mise en place d'une politique publique, le but du GLTD est de parvenir à une meilleure visibilité et une meilleure coordination de l’action des services de justice et de police sur le terrain, le rôle du procureur de la République étant de définir les priorités de cette action concernant les faits commis dans le quartier et d'expliquer les choix opérés aux partenaires du groupe local.
Le GLTD doit ainsi assigner des missions variables suivant la situation concernée (protection des lieux, action de sensibilisation, connaissance des phénomènes bandes rivales urbaines, absentéisme scolaire...) Ses conclusions doivent connaître des prolongements dans les actions administratives et judiciaires conduites par chacun des participants.